# Jaume Martorell i Salvat
Jaume Martorell i Salvat era natural de Tarragona i prengué possessió d'organistia el 19 d'abril de 1904.
Aquí tenim la cita del rector: “ha dado / posesion de la capellania con el cargo de organista previo permiso del Excmo Sr. Arzobispo / de Tarragona, al reverendo D. Jaime Martorell y Salvat, pbro natural de Tarragona y/ y de veinte y siete años de edad […] ". El mestre de capella Pere Guillamet fou testimoni de la seva possessió.